# Kolozsvári könnyező Szűz

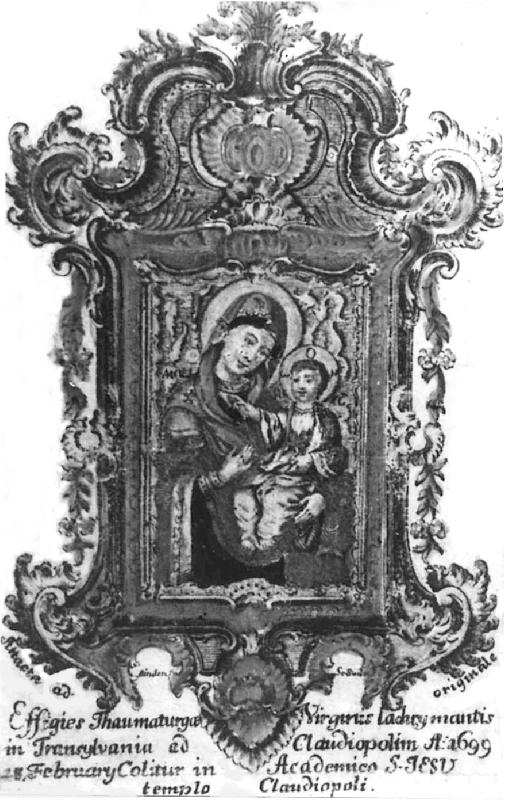
A kolozsvári könnyező Szűz egy metszeten

A mikolai ikon vagy kolozsvári könnyező Szűz egy ikon, melyet katolikus és ortodox hívők  kezdtek tisztelni a 17. század végétől.

## Története
Az ikon 1681-ben készült, iklódi Lucas mester festette, aki orosz vagy rutén származású lehetett. Egy román hívő, Kupcsa János vette meg, és adományozta a füzesmikolai ortodox templomnak. 1699 januárjában elterjedt, hogy a hohenzollerni vasas ezrednek könnyezni kezdett – más forrás 1699. február 15-öt említ –, és három hétig könnyezett, március 12-ig. A helyi földesúr is a helyszínre sietett, és Kornis Zsigmond (1677–1731)  a helyiek felháborodására a szentbenedeki kastélyába, saját kápolnájába vitette. A felháborodás hatására azonban visszavitte, ahol már folyt a 28 tanú kihallgatása, szigorú védelem alá helyezték.
A vizsgálat lefolytatására a kolozsvári plébános, Vizkeleti Zsigmond SJ., eredeti nevén Csete István hitszónok – a maga idejében a magyar Cicerónak hívták – és a gyulafehérvári Bányai Miklós volt kijelölve. A tanúvallomás és esketés után a kihallgatás jegyzőkönyvét Bécsbe vitették, és Kollonich Lipót engedélyezte az ikon tiszteletét, majd a kolozsvári jezsuitákat bízta meg őrzésére. 
Antioh Cantemir moldvai fejedelem 1000 oroszlános tallért ígért érte a jezsuitáknak.
A jezsuiták díszes küldöttséggel a kolozsmonostori kápolnába, a kolozsmonostori apátságba vitték. Itt Vizkeletitől egy prédikáció hangzott el, amelyben módszeresen felsorolta az evangéliumban számba vehető könnyezéseket, megemlítette az általános emberi típust, aki folyton csodaváró, és tudatta, hogy a csoda egy jel Istentől, mely egyeseknek romlására, mások vigasztalására szolgálhat. Példákat hozott fel az Ószövetség csodáiból és az Újszövetségből. Ezután saját vizsgálóbizottsági munkájáról beszélt, és pontosította a könnyezés okát: szeretet és fájdalom. Ebből bontotta ki, hogy Krisztusnak ma is vannak keresztrefeszítői.
Egy másik prédikációt is tartott a könnyező Szűz példája alapján, ezt viszont a felvidéki Nagyszombatban, ahol Jézus feddését is említve beszélt a csodavárásról. Szerinte azonban - a képen keresztül -  Szűz Mária  nem a keresztre feszítés miatt könnyezik, hanem az emberek bűnei miatt.
Később – más forrás szerint néhány nap elteltével – az ikont bevitették Kolozsvárra, ott és őrizték 1724-ig. Majd abban az évben, szeptember 9-én a megépült új templom főoltárára helyeztették. Innentől már nem mikolai ikon, hanem kolozsvári könnyező Szűz lett a neve, és ma is ott látható.
Az ikonnal kapcsolatos eseményeket továbbra is feljegyezték, a jegyzőkönyvben olvasható makacs protestánsok visszatéréséről, és az 1710-es pestisjárvány megszűnéséről is. A II. világháború idején eltűnt, majd 1990-ben előkerült, és ezt őrzik a füzesmikolai ortodox templomban, ahol sokan úgy tartják, az övék az eredeti, amely könnyezett, és nem a Kolozsváron őrzött.

## Másolatai

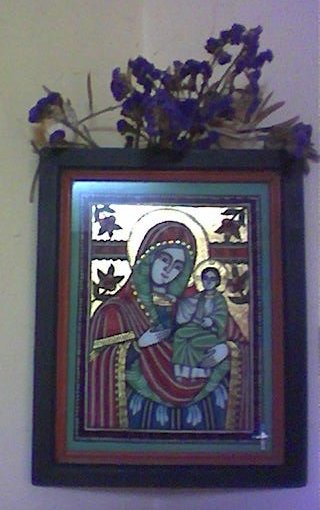
Mikolán készült üvegikon

A füzesmikolaiaknak egy másolat készült, amely így nagyjából azonos korú lett az eredetivel, és az maradt Mikolán. Lényeges különbség, hogy a kolozsváriról hiányoznak az angyalok. A kolozsvárit felöltöztették ezüstbe, és gyöngyökbe foglalták a kép egyes mezőit. A további ikonmásolatok többségén a festők már felfestették a Szűz arcára a könnycseppeket. Üvegfestők sokszorosították, és nyomdai termékekben, imádságos könyvekben (balázsfalvi kiadás, 1751) is megjelentek a képről készült metszetek. Így a jezsuiták által kiadott, a kép történetét bemutató kútforrásban is megtalálhatjuk illusztrált változatát (1770). A kőfaragók reliefeket készítettek, hogy a vásárlók beépíthessék a házuk falába mint védelmező képet (szentbenedeki kastély). A Haller-kastélyból került át a szőkefalvi templomba.
2011-ben 16 román és magyar szerző román nyelvű tanulmánykötetet írt ezekről a kegyképekről és másolataikról, mely tudományos elismerést aratott Romániában.

## Képgaléria

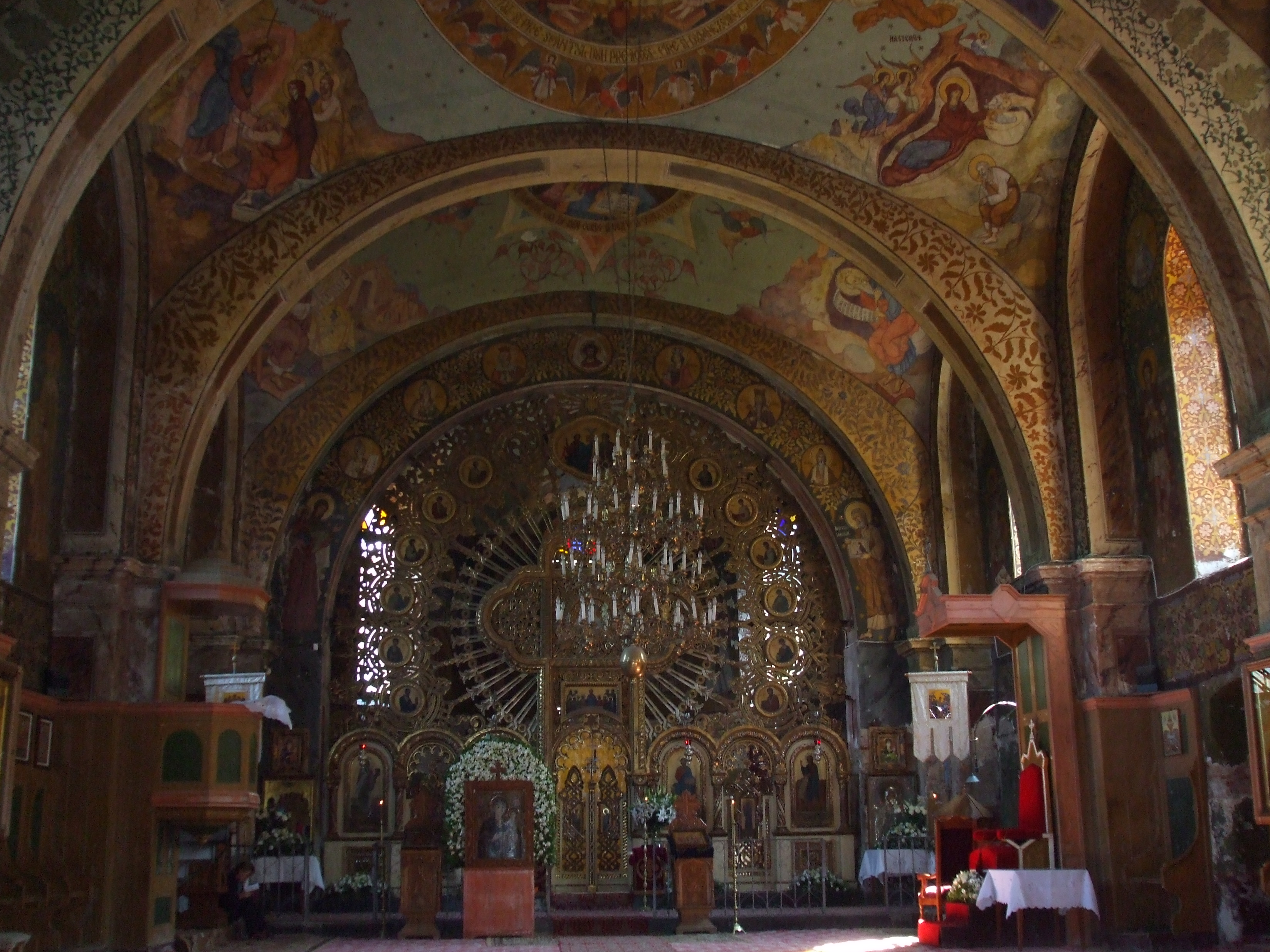
A füzesmikolai templom belseje, ahol az eredetit avagy annak ugyanabból a korból származó közvetlen másolatát őrzik
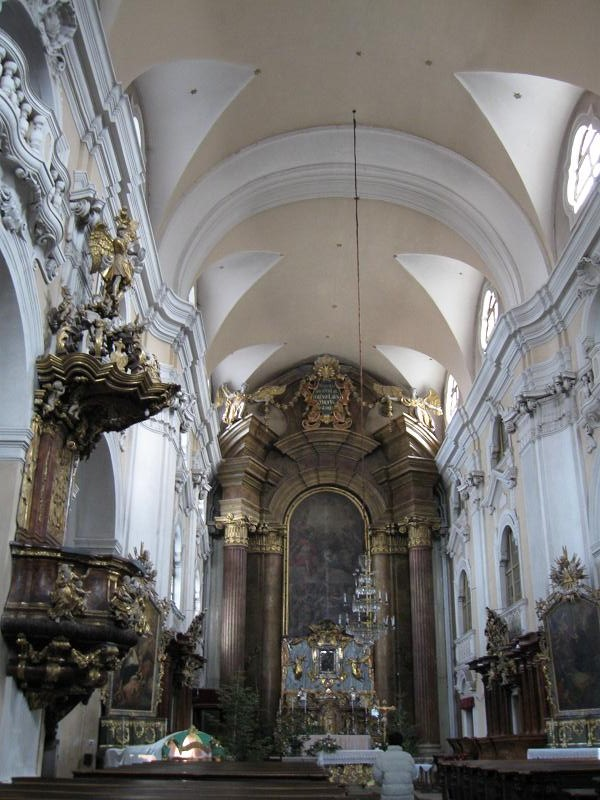
A kolozsvári piarista templom, ahol az eredetit avagy annak ugyanabból a korból származó közvetlen másolatát őrzik
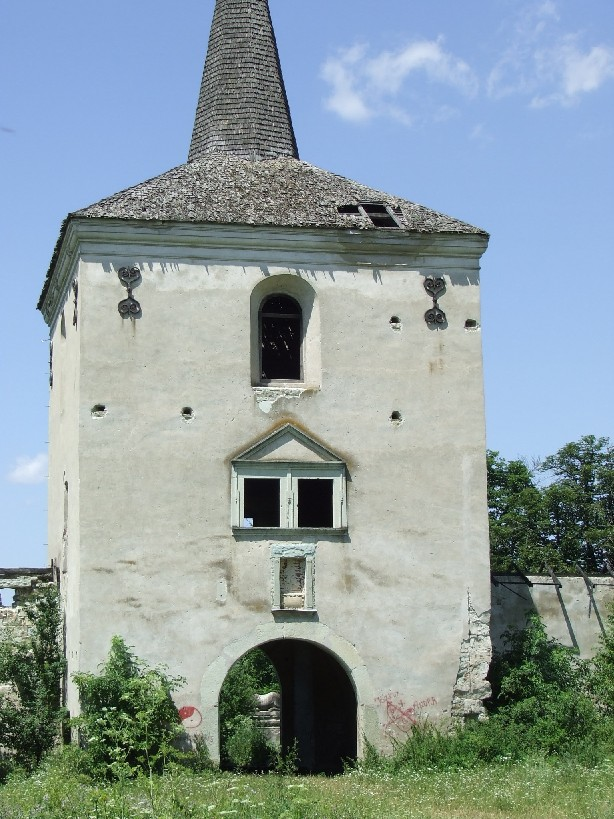
A Kornis-kastély belső udvarának kapuja felett látható a kolozsvári könnyező Szűz domborműváltozata
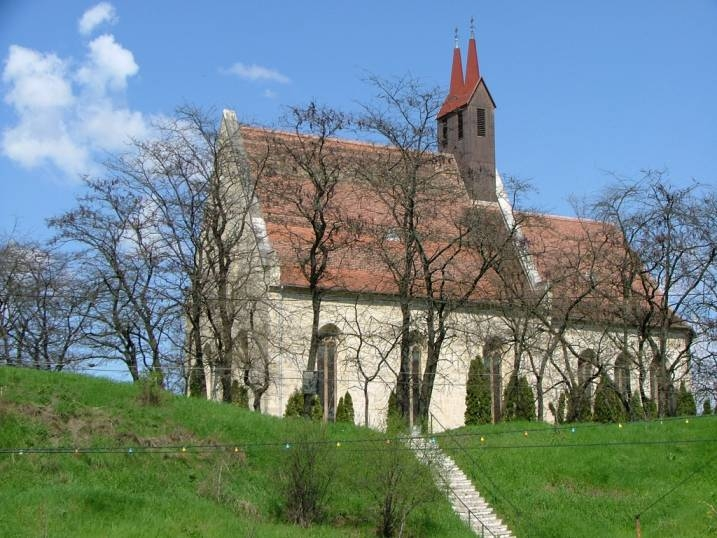
A kolozsmonostori apátság
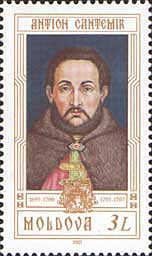
Antioh Cantemir moldvai fejedelem